# ملاتقي
ملاتقي (بالفارسية: ملاتقی) هي قرية تقع في غلستان في إيران. يقدر عدد سكانها بـ 1,964 نسمة .